# Biała (Lublin)
Pour les articles homonymes, voir Biała.
Biała (prononciation [ˈbjawa]) est un village de la gmina de Radzyń Podlaski du powiat de Radzyń Podlaski dans la voïvodie de Lublin, situé dans l'est de la Pologne.
Il se situe à environ 4 kilomètres à l'ouest de Radzyń Podlaski (siège de la gmina et du powiat) et 60 kilomètres au nord de Lublin (capitale de la voïvodie).
Le village comptait approximativement une population de 1 318 habitants en 2009.

## Histoire
De 1975 à 1998, le village est attaché administrativement à la voïvodie de Biała Podlaska.
Depuis 1999, il fait partie de la nouvelle voïvodie de Lublin.